# Timema californicum
Timema californicum là một loài bọ que trong họ Timematidae. Chúng được Scudder, S.H. mô tả năm 1895.